# Катри Хелена
Катри Хелена Калаоја (фин. Katri Helena Kalaoja; Тохмајарви, 17. август 1945) финска је певачица.

## Каријера
Катри Хелена објавила је своје прве песме 1963. године и од тада је продала више од 630.000 сертификованих плоча, што је чини другом најпопуларнијом главном певачицом у Финској иза Мадоне и сврстава је међу 20 најпродаванијих музичких уметника у земљи. Два пута је представљала Финску на конкурсу песме Евровизија: 1979. године са песмом Katson sineen taivaan и 1993. године са песмом Tule luo. такође је учествовала на Међународном фестивалу песме у Сопоту у Пољској 1969. године, певајући песму Valssi.

## Дискографија
- Vaalea valloittaja (1964)
- Puhelinlangat laulaa (1964)
- Katri Helena (1966)
- Katupoikien laulu (1967)
- Paikka auringossa (1968)
- Ei kauniimpaa (1969)
- Kai laulaa saan (1971)
- Lauluja meille kaikille (1972)
- Kakarakestit (1973)
- Kun kohdattiin (1973)
- Paloma blanca (1975)
- Lady Love (1976)
- Ystävä (1978)
- Katson sineen taivaan (1979)
- Sydämeni tänne jää (1980)
- Kotimaa (1981)
- Minä soitan sulle illalla (1982)
- Kirje sulle (1984)
- On elämä laulu (1986)
- Almaz (1988)
- Juhlakonsertti (1989)
- Anna mulle tähtitaivas (1992)
- Lähemmäksi (1993)
- Vie minut (1995)
- Hiljaisuudessa (1996)
- Missä oot (1998)
- Leidit levyllä (2000)
- Tässä tällä hetkellä (2004)
- Elämänlangat (2006)
- Hiljaisuudessa (2006)
- Tulet aina olemaan (2009)
- Valon maa (2011)
- Sinivalkoinen (2012)
- Taivaan tie (2014)
- Niin on aina ollut (2015)